# Амвросий (Сенишин)
Амвро́сий Андре́й Сени́шин (укр. Амвросій Андрій Сенишин, англ. Ambrose Andrew Senyshyn; 23 февраля 1903, Старый Самбор — 11 сентября 1976, Филадельфия, США) — грекокатолический епископ, епископ стемфордский с 10 июля 1958 года по 14 августа 1961 год, архиепископ филадельфийский с 14 августа 1961 года по 11 сентября 1976 год, член монашеской ордена василиан.

## Биография
Амвросий Сенишин родился 23 февраля 1903 года в городе Старый Самбор. 16 июля 1923 года вступил в Креховский монастырь. 23 августа 1931 года был рукоположён в священника епископом Иосафатом Коциловским, после чего служил в грекокатолических приходах в Чикаго.
6 июля 1942 года Римский папа Пий XII назначил Амвросия Сенишина титулярным епископом Мани и вспомогательным епископом апостольского ординариата для украинских грекокатоликов в США. 22 октября 1941 года состоялось рукоположение Амвросия Сенишина в епископа, которое совершил митрополит филадельфийский Константин Богачевский в сослужении с экзархом для грекокатоликов-русинов епископом Василием Такачем и экзархом Канады архиепископом Василием Ладыкой.
20 июля 1956 года Святой Престол учредил апостольский экзархат Стемфорда и Амвросий Сенишин был назначен её экзархом. 10 июля 1958 года апостольский экзархат Стемфорда был преобразовал в стемфордскую епархию и Амвросий Сенишин стал её первым епископом.
14 августа 1961 года Амвросий Сенишин был назначен архиепископом филадельфийским.
В 1964 году Амвросий Сенишин принимал участие в работе I, II, III и IVсессиях II Ватиканского собора.
Амвросий Сенишин скончался 11 сентября 1976 года.